# For Washington
For Wahington è un film muto del 1911 prodotto dalla Thanhouser Film Corporation. Si presume che il film sia andato perduto, perché non è noto che sia conservato in nessun archivio o da nessun collezionista.
Il film è una finzione storica degli eventi che portarono all'attraversamento del fiume Delaware da parte di George Washington.

## Trama
Guerra d'indipendenza americana. In una casa patriottica, una cameriera viene presa in consegna da degli ufficiali assiani. Lei li odia e per questo li riempie di drink e sempre lei li conduce nell'attraversamento del fiume Delaware e alla cattura storica.

## Produzione

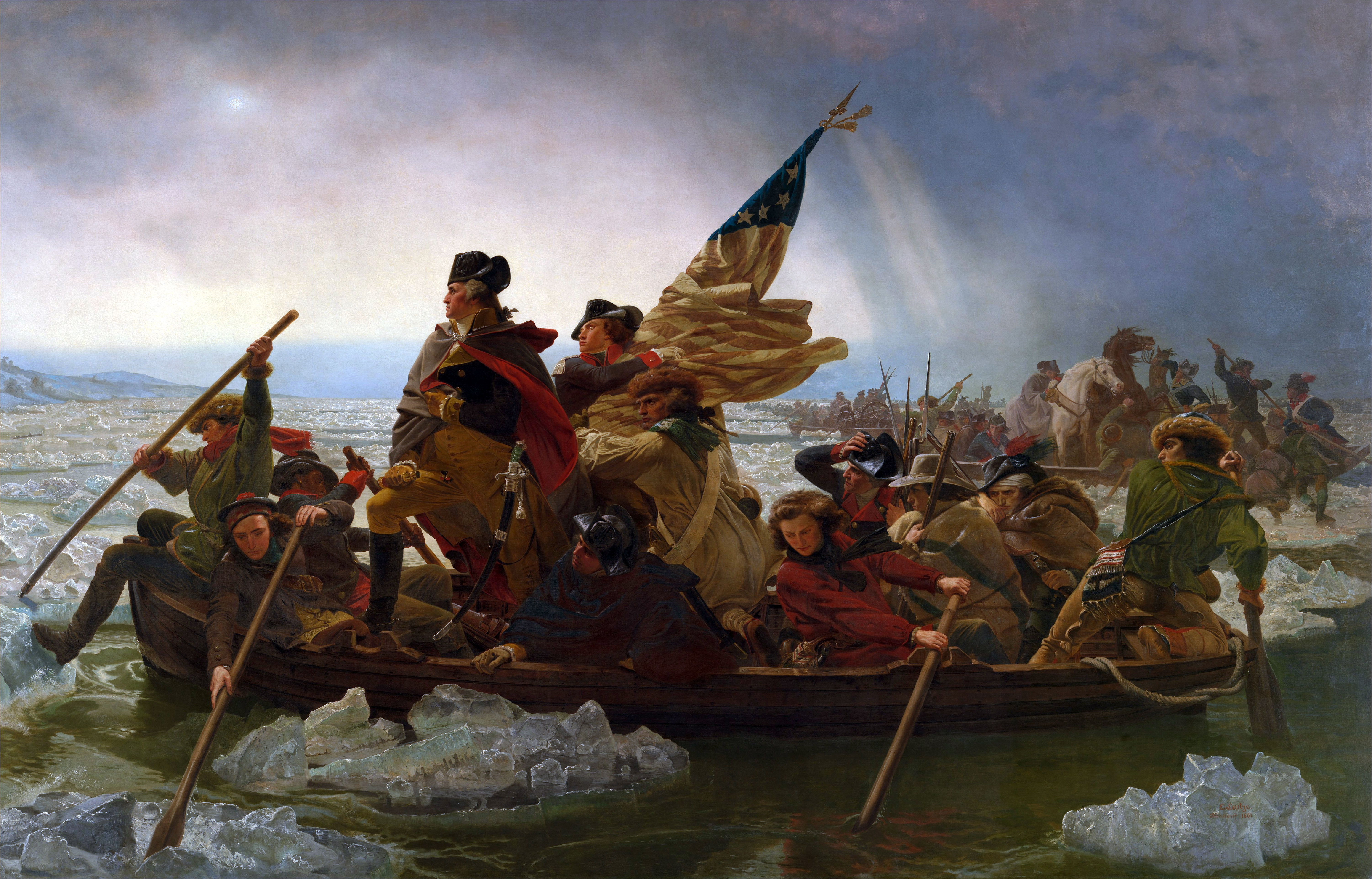
Washington attraversa il fiume Delaware di Emanuel Leutze

La protagonista del film è interpretata da Katharine Horn. Sia lo sceneggiatore che il regista del film sono sconosciuti. Il film è ispirato al dipinto Washington attraversa il fiume Delaware di Emanuel Leutze.

## Distribuzione
Il film, lungo circa 1 000 piedi, uscì negli Stati Uniti d'America il 21 febbraio 1911. Originariamente doveva uscire con il titolo di The Patriot Maid of '76. Il motivo del cambio di titolo fu dovuto all'uscita di A Heroine of '76 della Rex Motion Picture Company il 16 febbraio 1911. Anche se il film presenta somiglianze di titolo e personaggi, le trame sono completamente diverse.
La Thanhouser fece molti sforzi per promuovere il film nelle riviste del settore. Il film apparì nella copertina del numero dell'11 febbraio 1911 del The Moving Picture News e in una pagina intera nel numero dell'11 febbraio del The Moving Picture World.

## Accoglienza

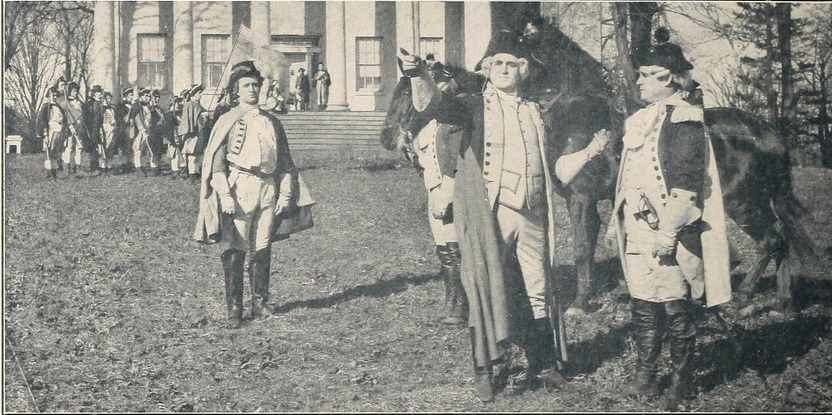
Un fotogramma del film

Il film venne accolto positivamente dalla critica, ma si creò un po' di confusione, perché alcuni critici scambiarono il film per un film storico invece che per una finzione storica.
Il The New York Dramatic Mirror fu uno di quei giornali, che dichiarò che non poteva verificare l'autenticità della storia, ma che l'immagine era eccellente e artistica. Invece il The Morning Telegraph comprese la finzione storica presentata e elogiò la produzione, anche se evidenziò dei problemi tecnici, come nella divisione delle truppe allo sbarco. Il Billboard elogiò la recitazione e la fotografia del film. Alcune delle più alte lodi arrivarono dal recensore The Moving Picture World che dichiarò: